# Johanna III av Navarra
Johanna III av Navarra (på franska: Jeanne d'Albret), född 16 november 1528, död 9 juni 1572, var regerande drottning av Navarra från 1555 till 1572. Hon var gift med prins Anton av Bourbon, hertig av Vendôme, och mor till kung Henrik IV av Frankrike. Johanna III spelade en central roll under hugenottkrigen som ledare för Frankrikes hugenotter.

## Uppväxt
Johanna föddes i Saint-Germain-en-Laye i Yvelines i Frankrike som dotter till kung Henrik II av Navarra och drottning Margareta av Navarra. Hon var systerdotter till Frans I av Frankrike, som fick ansvaret för hennes uppfostran då hon var två år gammal, samtidigt som hon blev sin fars tronarvinge efter sin yngre brors död 1530. 
Hon var omtyckt av sin morbror, den franske kungen, som stod mycket nära sin syster, och föredrog att både hans syster och systerdotter levde vid det franska hovet snarare än i Navarra. 
Även om större delen av Navarra befann sig under spansk ockupation, och hennes far kungen av Navarra i praktiken levde som gäst hos sin svåger kungen av Frankrike, gjorde Johannas arvsanspråk på Navarra att hon trots allt hade politisk betydelse. Kejsar Karl föreslog ett äktenskap mellan Johanna och sin egen tronarvinge Filip II av Spanien för att lösa tvisten kring kungariket Navarra, som till större delen hade erövrats av Spanien 1512. Detta äktenskap realiserades inte. Istället förklarade Johannas morbror Frans I år 1532 att han ämnade gifta bort henne med sin yngre son, den senare Henrik II av Frankrike, något hennes föräldrar gick med på. 
När hennes föräldrar några år efter sitt giftermål ville lämna det franska hovet och fara till Navarra, begärde dock Frans I att få behålla sin systerdotter hos sig. När hennes föräldrar avreste till Bearn i Navarra 1532, överlämnades därför Johanna formellt i sin morbrors vård. På sin morbror kungens önskan uppfostrades hon på slottet Château de Plessis-lèz-Tours i the Loire i Touraine under överinseende av sin guvernant Madame de Silly, där hon fick en avancerad utbildning av humanisten Nicolas Bourbon. Hon besöktes regelbundet av sin morbror, och från 1537 besöktes hon även oftare av sina föräldrar. Johanna beskrevs som en intelligent "frivol och livlig prinsessa" med stark hälsa, men också som envis, viljestark och obeveklig.

## Äktenskap

### Första äktenskapet
Äktenskapet med hennes kusin prins Henrik av Frankrike ägde aldrig rum, då Henrik gifte sig med Katarina av Medici 1533. 
Den 13 juni 1541 i Chatellerault gifte sig Johanna vid tolv års ålder med Wilhelm "den rike", hertig av Jülich-Kleve-Berg, som vid denna tidpunkt var allierad med den franske kungen mot kejsaren. Äktenskapet hade arrangerats av politiska skäl av hennes morbror kungen, och ägde rum mot hennes vilja. Kleve var en strategisk viktig stat, som låg i konflikt med kungens egen fiende kejsaren, och när Frans fick kontakt med Vilhelm av Kleve år 1540 föreslogs en allians. Kungen presenterade  Vilhelm för Johanna, som hade fyllt tolv och därför uppnått den lagliga kanoniska åldern för giftermål. 
Johanna ville inte gifta sig och bad sin morbror att få slippa. Johannas far var emot giftermålet eftersom det inte fanns någon fördel för Navarra att alliera sig med Kleve, men eftersom Navarra var beroende av Frankrike fanns det ingen möjlighet för Johannas föräldrar att sätta sig till motvärn, och Johannas mor bad om ursäkt på sin dotters vägnar. Johanna förklarade att hon inte såg någon fördel att lämna Frankrike eller sin framtid som drottning av Navarra för att leva i Kleve; dessutom var hon vid denna tid fortfarande troende katolik och ogillade att brudgummen var protestant. Hon vidhöll sin vägran inför sin mor, som av kungen fått i uppdrag att eskortera henne till bröllopet, vilket fick modern att hota henne med spö. Det finns spekulationer om att Johanna fick hemligt stöd av sin far i sin vägran. 
Före vigseln signerade Johanna i hemlighet två dokument där hon förklarade att hon ingick äktenskapet mot sin vilja, något som gjorde vigseln automatiskt ogiltig, och fick tre hovfunktionärer att underteckna det. Hon förklarade där att hon tvingats gå med på giftermålet därför att hennes mor hade hotat henne med att hennes guvernant skulle ge henne spö, men att allt godkännande till äktenskapet hon härefter skulle komma att ge var givet under tvång. Det första dokumentet skrevs av henne innan trolovningsceremonin ägde rum i Alencons slott. Det andra dokumentet signerades efter trolovningen och innan hon och hennes mor avreste till bröllopet i Chatellerault. 
Bröllopet beskrivs som ovanligt påkostat och ägde rum på den franska kungens bekostnad. Johanna bar en klänning av guldtyg dekorerad med juveler. Under vigseln, då det var dags för henne att gå fram till altaret, vägrade hon gå fram med ursäkten att tyngden från den juvelprydda klänningen hade gjort henne sjuk. 
På kungens order bars hon då med våld till vigseln av Anne de Montmorency. Äktenskapet blev inte fullbordat: efter vigseln överlämnade hennes make henne formellt till hennes mor med överenskommelsen att hon skulle kvarbli hos denna tills hon var gammal nog att fullborda äktenskapet, och under de följande dagarnas festligheter ska Johanna ha undvikit Vilhelms sällskap. Johanna lämnade därefter det franska hovet och följde sina föräldrar till deras hov i Navarra. Hon kvarblev i Navarra de följande två åren, under vilka hon avslutade sin uppfostran. Hennes mor var en berömd intellektuell som influerade henne med idéer om individuell frihet, humanism och reformer av religionen, och hovet i Navarra var ett berömt kulturcentrum. 
Under tiden befann sig Frankrike och Kleve i krig med kejsaren. I september 1543 gav Frans I order om att hans systerdotter skulle eskorteras till sin make för att stärka alliansen mellan Kleve och Frankrike. Johanna avreste, men på vägen dit kom ett meddelande om att hertigen av Kleve hade slutit en separatfred med kejsaren och gått med på att bryta sin allians med Frankrike. Därmed fick Johanna stöd från sin mor och sin morbror Frans I att lämna in en ansökan om annullering av sitt äktenskap till påven. Äktenskapet annullerades formellt år 1545. Anledningen var att det hade ägt rum mot hennes vilja, och att det heller inte hade blivit fullbordat. Johanna återvände till det franska hovet, där hon som tidigare bodde i slottet Château de Plessis-lèz-Tours i Frankrike. Hon hade en framträdande roll vid hovet som sin morbrors omtyckta systerdotter, och stod gudmor till sin morbrors sondotter Elisabeth. 

### Andra äktenskapet
Hennes morbror Frans I avled 31 mars 1547 och efterträddes av hennes kusin Henrik II. Hon ska ha kommit väl överens med sin kusin kungen, som uppskattade hennes uppriktighet och rättframma temperament, men ska ha haft ett något mer ansträngt förhållande till den nya drottningen, Katarina av Medici. 
Johanna ska vid ett tillfälle ha kallat drottning Katarina av Medici för "den florentiska grosshandlarens dotter". 
Efter skilsmässan blev Johanna i egenskap av Navarras arvtagare återigen föremål för politiska äktenskapsförslag. Kejsaren föreslog ännu en gång ett äktenskap mellan Johanna och hans son kronprins Filip av Spanien, som kunde legitimera Spaniens ockupation av Spanska Navarra. Hennes far var positivt inställd, men det franska hovet förhindrade det genom att genast återkalla Johanna från Pau i Navarra tillbaka till franska hovet i Fontainbleau. Vid franska hovet föreslogs hon gifta sig med antingen hertig Frans av Guise eller med hertig Anton av Bourbon. Henrik II stödde initialt Frans av Guise. Johanna hade emellertid blivit förälskad i Anton av Bourbon, och då hon tillbakavisade Guises frieri av rangskäl, accepterade Henrik II hennes val och betalade en stor summa pengar till hennes far för att han skulle ge sitt stöd till giftermålet. Anton av Bourbon var besläktad med det franska kungahuset, och stod i tur att ärva den franska tronen om ätten Valois skulle dö ut. 
Den 28 oktober 1548 gifte sig Johanna och Anton av Bourbon i Moulins i Bourbonnaise i närvaro av det franska kungaparet. I äktenskapskontraktet försäkrades Johanna rätten till ensam vårdnad om sina barn om hon blev änka. Efter bröllopet besökte brudparet Navarra, där de gjorde ett högtidligt intåg i Bearn. Johanna bekräftades som tronarvinge, och Anton gjorde ett allmänt gott intryck på både allmänheten och sin svärmor. Giftermålet fick kejsaren att reagera med att återigen formellt annektera det redan ockuperade Spanska Navarra och utropa sin son till kung av Navarra, och ett krig avvärjdes knappt efter ett antal räder över gränsen. 
Paret levde på hennes makes olika posteringar runtom i Frankrike, och Johanna jämfördes med en amason, som följde maken mellan hans olika militärläger. Samtida vittnen beskriver Johanna som passionerad förälskad i sin make, och det sades att hon inte hade "något annat nöje eller verksamhet annat än tala om eller skriva till [sin make]. Hon gör det i sällskap och privat... vatten kan inte släcka flammorna i hennes kärlek." 
Äktenskapet förblev barnlöst i två år efter giftermålet, och under den tiden pågick förhandlingar om ett äktenskap mellan Johannas far och Juana av Spanien. Förhandlingarna avbröts dock när Johannas graviditet offentliggjordes, och hon födde en son och arvinge i september 1550. Ytterligare en son föddes 1552. Därmed ansågs tronföljden säkrad. Johanna och Anton fick fem barn, av vilka endast två blev vuxna. Hennes två äldsta söners död skapade en konflikt med hennes far, som lade skulden för deras död på att Johanna hade anförtrott dem åt tjänare som vanvårdat dem, och förklarade 1552 att han skulle gifta om sig: det antogs att han önskade gifta sig med sin älskarinna och legitimera det barn han hade med henne. Johanna tvingades avge ett löfte att hon i fortsättningen skulle föda barn enbart i Navarra och sedan överlämna vårdnaden av dem till sin far. I december 1553 födde hon en till son i Pau i Navarra, som i enlighet med avtalet överlämnades i hennes fars vård och som skulle bli den senare Henrik IV. Hon lämnade sonen i sin fars vård och återvände sedan till Frankrike. 
Äktenskapet ska till en början ha varit lyckligt, men blev snart alltmer ansträngt. Johanna beskrivs som allvarlig och viljestark, och Anton som lättsinnig och temperamentsfull. Anton var otrogen, och fick 1554 ett barn med Louise de La Béraudière. 

## Regeringstid
Den 24 maj 1555 avled Johannas far kung Henrik II av Navarra, och Johanna blev då automatiskt regerande drottning av Navarra. Hon befann sig då i Baran utanför Soissons i Frankrike, och skrev genast till Anton att resa det franska hovet i St Germain som hennes representant inför Henrik II av Frankrike. 
I enlighet med vad som var normen för kvinnliga monarker vid denna tid utnämnde hon sin make till sin medregent jure uxoris. Kungariket Navarra bestod vid denna tid endast av Nedre Navarra, som var ett litet område i södra Frankrike, samt några franska vasallstater (främst furstendömet Béarn), medan Övre Navarra i Spanien, som utgjorde merparten av riket, var ockuperat av Spanien sedan fyrtio år tillbaka. I St Germain krävde den franska kungen av Anton att han avstod Nedre Navarra och Bearn till Frankrike, avsade sig rätten till Spanska Navarra, och utsläckte den protestantism som hade spridits i Navarra genom Johannas mors tolerans. Anton svarade att han endast var kung genom giftermål och inte kunde samtycka utan Johannas tillstånd. Hon infann sig sedan själv i St Germain och meddelade att hon gärna skulle samtycka givet att representanterna i Navarra gjorde det. Paret fick sedan tillstånd att avresa till Navarra i sällskap med franska kungens representanter. 
Johanna III och Anton av Bourbon kröntes till regerande drottning och kung av Navarra i stora salen i slottet i Pau enligt katolsk ceremoni 18 augusti 1555. De utgav ett kröningsmynt med skriften Antonius et Johanna Dei gratia reges Navarrae Domini Bearni på latin. Franska kungens representanter tvingades återvända till Frankrike utan att överföra furstendömet Bearn till Frankrike, eftersom Johanna meddelade att hon enbart gått med på det om undersåtarna visade sig villiga, och att hon funnit att de var så ovilliga att hon varit tvungen att ge upp saken för att förhindra ett uppror. Paret hälsades med entusiasm i Navarra, där Johanna besökte katolsk gudstjänst och Anton protestantisk, och säkrade stöd hos båda kategorier av befolkningen. 
Anton var ofta frånvarande, särskilt då han ofta vistades vid det franska hovet, och Johanna regerade i praktiken ensam i Navarra, där hon beskrivs som en effektiv och strikt regent. Hon omorganiserade Navarra och reformerade både det ekonomiska och det juridiska systemet i sina domäner, reformer som ansågs välbehövliga. 
Johanna III hade fått en humanistisk uppfostran och utbildning, och var positivt inställd till en reform av religionen. Vid denna tid spred sig protestantismen i Frankrike och Navarra. Hon sammankallade redan under sitt första regeringsår representanter för rikets hugenotters prästerskap i en konferens för att höra deras synpunkter. Hennes sympatier gick mot reformering. Navarra stod dock under beskydd av Frankrike, där Henrik III vid denna tid förföljde hugenotter. Hon föredrog initialt att hålla låg profil av hänsyn till franske kungen, och införde ingen reformation, men hon vägrade också att lyda Henrik II:s krav att utrota protestantismen, utan tillät Navara att fortsätta vara en tillflykt för protestantiska flyktingar.  
Henrik III avled 1559. På juldagen 1560 konverterade Johanna III officiellt till kalvinismen. Efter detta genomförde hon reformationen i Navarra. Hon lät översätta nya testamentet i bibeln till baskiska och béarnasiska, förbjöd katolska ritualer, förstörde katolska kyrkor och kapell, stängde klostren och förvisade munkar och nunnor. Hennes konvertering gällde formellt sett bara det lilla kungariket Navarra, men i praktiken kom hon att ses som en ledargestalt för hela Frankrikes hugenotter, vilket kraftigt utökade hennes maktställning och gjorde henne till en stor politisk aktör på den europeiska scenen. Hennes reformation fick den katolska kyrkan att förklara henne för en fiende till motreformationen. 
Hon beskrivs som: "liten till kroppsbyggnaden, spröd men rak"; hennes ansikte ska ha varit smalt, hennes ögon ljusa, kalla och orörliga, hennes läppar tunna. Hon beskrivs som högt intelligent, men också som sträng och självrättfärdig. Hennes tal ska ha varit skarpt sarkastiskt och passionerat. Krönikören Agrippa d'Aubigné sade om henne att hon hade "ett sinne mäktigt nog att leda de högsta affärer". 

### Hugenottkrigen
Johanna vistades tillsammans med sin make ofta det franska hovet. Frankrikes regent Katarina av Medici utnämnde 1561 hennes make Anton till Frankrikes generallöjtnant. I mars 1562 utbröt hugenottkrigen mellan katoliker och protestanter (hugenotter) i Frankrike. Både Johanna och Anton befann sig vid denna tidpunkt vid det franska hovet. Anton av Bourbon valde att alliera sig med katolikerna under hertigen av Guise och krävde att Johanna skulle göra detsamma under hot att annars förskjuta henne, och Katarina försökte också övertala henne att ansluta sig till katolikerna. Johanna vägrade och fortsatte hålla kalvinistisk gudstjänst i sina rum. När alltfler av hovets ledande figurer valde att alliera sig med den katolska sidan och Katarina slutligen själv ställde sig på katolikernas sida, flydde Johanna från hovet i Paris i mars 1562 mot Béarn i sitt eget rike. 
På vägen övernattade hon i sin makes hertigdöme Vendôme, strax innan det överfölls och plundrades av hugenotterna. Hon hade ingenting med saken att göra, men hennes make gav i uppdrag åt en styrka under Blaise de Lasseran-Massencôme att tillfångata och arrestera henne, och förklarade att han tänkte fängsla henne i ett kloster. Hon lyckades undkomma förföljarna och sätta sig i säkerhet i sitt eget rike i Béarn. 
Anton avled i november 1562 under belägringen av Rouen. Johanna III var därefter ensam regent i Navarra. Hon avböjde ett förslag att gifta sig med Spaniens tronarvinge (som skulle ha krävt att hon konverterade till katolicismen). Johannas son Henrik blev nu "förste prins av blodet" och var nu inte bara Navarras tronarvinge, som hon förde med sig som sin kronprins på sina resor runt om i sitt rike, utan stod också tronföljden till den franska tronen efter Katarina av Medicis söner. 
Hon höll initialt Navarra utanför hugenottkrigen, och ägnade sig istället åt att stärka rikets militära försvar mot dess mäktiga katolska grannar Spanien och Frankrike. Vid denna tid hamnade hon slutligen i direkt konflikt med påven och den katolska kyrkan på grund av sitt genomförande av reformationen i Navarra. När påvens sändebud bad henne att återvända till katolicismen och avskaffa "kätteriet" i sitt rike, svarade hon att påvens legater saknade auktoritet i Béarn. Påven svarade då med att kalla henne till att ställas inför rätta för kätteri i Rom med hotet om exkommunikation och förlust av egendom, och en offentlig förklaring om att hennes kungarike var fritt att erövras av vem som helst som önskade det. Påven planerade också en kidnappning av Johanna, som skulle överlämnas till den spanska inkvisitionen, och erbjöd Filip III av Spanien och Frankrikes regent Katarina av Medici att attackera och erövra Navarra. Detta hot avvärjdes dock av oviljan hos de spanska och franska monarkerna, som båda ogillade Johanna men samtidigt ansåg påvens inblandning i världsliga affärer oacceptabel. Hon sammanträffade sedan med Katarina av Medici under det franska hovets progressionsresa 1564–1565. 
År 1568 bröt det tredje hugenottkriget ut i Frankrike, och denna gång tog Johanna öppet ställning för Frankrikes hugenotter. När franska och spanska katolska trupper närmade sig Navarra flydde hon med sin son till hugenottfästet La Rochelle. Som ledare för Sydfrankrikes hugenotter föreställde hon sig provinsen Guyenne som ett framtida hemland för Frankrikes protestanter. I La Rochelle förenade hon sig med Frankrikes ledande hugenotter så som Gaspard de Coligny och Louis I av Bourbon, som ledde det militära motståndet mot katolikerna, medan Johanna tog det politiska ansvaret. Hon tog kontrollen över finanser, fortifikationerna, underrättelseverksamheten, civilbefolkning och flyktingar. Hon upprättade kontakter med utländska makthavare för att söka stöd, och utverkade ett lån från Elisabet I av England genom att pantsätta sina juveler. Hon etablerade ett protestantiskt seminarium i La Rochelle, och visade sig vid slagfält och befästningar vid fronten stärkte truppernas moral. 
I augusti 1570 slöts fred genom fördraget i Saint-Germain-en-Laye sedan de katolska styrkorna fått slut på pengar. I fördraget arrangerades ett äktenskap mellan Johannas son Henrik av Navarra och den franska prinsessan Margareta av Valois i utbyte mot rätten för hugenotter att inneha ämbeten i Frankrike. Johanna III mötte Katarina av Medici vid det franska hovet på slottet Chenonceaux den 14 februari 1572. Mötet var inte en framgång, då Johanna betraktade det franska hovet som syndigt och Katarina behandlade henne nedlåtande. 11 april undertecknades äktenskapskontraktet, och Johanna hyrde ett hus i Paris för att förbereda bröllopet. Hon avled plötsligt och oväntat då hon 4 juni kommit hem efter att ha gjort inköp och insjuknat, varefter hon avled fem dagar senare. Ett samtida rykte uppger att hon mördades av Katarina av Medici genom ett par parfymerade handskar förgiftade av René Bianchi, men efter en obduktion förklarades dödsorsaken vara naturlig. Hon begrovs vid sin makes sida i Vendôme. I augusti hölls sedan bröllopet mellan hennes son och Margareta av Valois, som resulterade i Bartolomeinatten.

## Titlar

### Som regent
- Drottning av Navarra (1555–1572)
- Hertiginna av Albret (1555–1572)
- Grevinna av Limoges (1555–1572)
- Grevinna av Foix (1555–1572)
- Grevinna av Armagnac (1555–1572)
- Grevinna av Bigorre (1555–1572)
- Grevinna av Périgord (1555–1572)

### Som gemål
- Hertiginna av Vendôme (1550–1562)
- Hertiginna av Beaumont (1550–1562)
- Grevinna av Marle (1548–1562)
- Grevinna av La Fère (1548–1562)
- Grevinna av Soissons (1550–1562)

## Giftermål och barn
Johanna III gifte sig 1541 med Wilhelm, hertig av Jülich-Berg-Ravensberg-Kleve-Mark, annullerat 1545, inga barn föddes i giftet.
Den 20 oktober 1548 gifte hon sig med Anton av Bourbon. De fick följande barn:
- Henri, hertig av Beaumont (1551–1553)
- Henrik IV, kung av Frankrike (1553–1610)
- Louis (1555–1557)
- Madeleine (1556)
- Katarina av Navarra, kronprinsessa av Lothringen (1559–1604). Gift med Henrik II av Lothringen 1599.